# Heiligbeen
Het heiligbeen of os sacrum is het grootste bot van de wervelkolom. Het is driehoekig van vorm, breed aan de bovenkant en versmallend naar onderen toe, en bestaat uit vijf samengegroeide wervels, S1-5. Het ligt tussen de lendenwervels en het staartbeen. Door vier paar openingen komen zenuwen naar buiten. Het heiligbeen vormt een gewricht met het darmbeen. Dit gewricht is genoemd naar de Latijnse benamingen van beide botten, os sacrum en os ilium, en heet het SI-gewricht, sacro-iliacaal gewricht. In het SI-gewricht kunnen bewegingen om drie assen worden waargenomen: transversaal: nutatie en contranutatie, antero-posterieur: lateroflexie en verticaal; rotatie.

## Naamgeving
De Latijnse naam os sacrum is een vertaling van de Oudgriekse naam ἱερόν ὀστοῦν, hierón ostoun. Deze naam komt voor bij de Griekse arts Galenus. Zowel os als ὀστέον betekenen been of bot en zowel sacrum als ἱερόν betekenen heilig.
Het os sacrum wordt als grootste wervel bij de Oude Grieken ook μέγας σπόνδυλος, mégas spóndulos genoemd, van μέγας, groot en σπόνδυλος, wervel. In het Latijn komt overeenkomstig ook de naam vertebra magna voor, van vertebra, wervel en magna, groot. De vervorming van μέγας σπόνδυλος naar ἱερόν ὀστέον kan worden verklaard uit het veelvoorkomende gebruik in het Oudgrieks om voor μέγας, groot, ook ἱερός, heilig, te gebruiken'. Een andere bron verklaart ἱερόν echter vanuit het oude geloof dat dit bot onverwoestbaar zou zijn.
Behalve de bovengenoemde begrippen kwam men bij de oude Grieken het begrip κλόνις klonis voor het heiligbeen tegen, in de anatomisch-Latijnse variant als clonis. Dit is onder andere terug te vinden bij de Griekse dichter Antimachus. Dit begrip is verwant aan het Laiijnse clunes, billen. Het heiligbeen, maar ook de vijf wervels daarin, wordt in het Latijn ook ossa clunium, ossa, beenderen en clunium, van de billen, genoemd, maar ook het os latum genoemd, van latum, breed.
|  |  |

schedel · wervelkolom · borstkas · borstbeen · schoudergordel · arm · bekkengordel · been

bot · gewricht · botten van de mens